# Tekken Hybrid
Tekken Hybrid é uma coleção do filme Tekken: Blood Vengeance com uma versão HD de Tekken Tag Tournament. Foi oficialmente anunciado em E3 2011. O jogo inclui também o Prologue de Tekken Tag Tournament 2.

## Personagens anunciados
Atualmente, a E3 2011, anunciou apenas oito personagens, Ling Xiaoyu, Alisa Bosconovitch, Jin, Devil Jin, Lars Alexandersson, Anna Williams, Nina Williams e Kazuya Mishima.